# 로버트섀기쥐
로버트섀기쥐(Dasymys robertsii)는 쥐과에 속하는 설치류의 일종이다. 남아프리카공화국에서 서식한다. 2004년에 기재되었다.